# トレビゾンド皇帝一覧

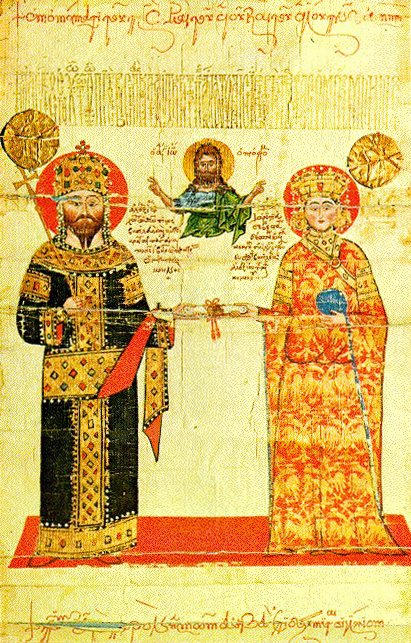
アレクシオス3世メガス・コムネノス（在位: 1349年 - 1390年）と皇后テオドラ・カンタクゼネ。アレクシオス3世はトレビゾンド帝国史上もっとも長く皇帝として君臨した。

トレビゾンド皇帝一覧（トレビゾンドこうていいちらん）では、トレビゾンド帝国の皇帝を列挙する。

## トレビゾンド皇帝
トレビゾンド帝国は1204年の第4回十字軍で一度滅んだビザンツ帝国（東ローマ帝国）の後継政権の一つで、1461年にオスマン帝国に滅ぼされるまで存続した。トレビゾンド皇帝を輩出した主な一族は、かつて1081年から1185年までビザンツ皇帝を輩出し、コムネノス朝の時代を築いたコムネノス家であった。彼らは建国当初は古代ローマ帝国から続く皇帝系統の正統後継者を自称し、コンスタンティノープルのラテン帝国、ラスカリス家やパレオロゴス家率いるニカイア帝国、コムネノス・ドゥーカス家（アンゲロス家の支流）率いるエピロス専制侯国やテッサロニキ帝国に対抗した。またトレビゾンド皇帝たちは、自身の地位を強調するべく、13世紀後半からメガス・コムネノス (Μέγας Κομνηνός, 直訳: 大コムネノス)という家名を称するようになった。
1204年以降に現れたビザンツ帝国後継政権の中で、トレビゾンド皇帝たちは輝かしい血統を持ちながら、目指すビザンツ帝国復興から最も遠い位置にいた。かつての帝国の辺境にあたる、コンスタンティノープルから遠く離れたトレビゾンド（現トルコ共和国トラブゾン県トラブゾン）にいるという地理的位置のみならず、コムネノス朝が最後の皇帝アンドロニコス1世コムネノス（在位: 1183年 - 1185年）
の代で破滅的な不人気を被って終焉を迎えたという評判の悪さが、その孫にあたる初代トレビゾンド皇帝アレクシオス1世コムネノス（在位: 1204年 - 1222年）
の時代まで尾を引いているという面もあった。名目上、トレビゾンド皇帝たちは何十年にもわたりビザンツ帝国全体の支配権を主張し続けていたが、実際には13世紀前半のうちにニカイア帝国やルーム・セルジューク朝との争いの中で力を失っていった。1214年にルーム・セルジューク朝スルタンのカイカーウス1世に攻められシノーペーを失陥してからは、トレビゾンド帝国はビザンツ帝国復興競争から脱落し、小規模な地域勢力へと没落した。
1261年にニカイア皇帝ミカエル8世パレオロゴスがラテン帝国からコンスタンティノープルを奪還したが、それ以降もトレビゾンド皇帝は「ローマ人のバシレウスにしてアウトクラトール 」(βασιλεὺς καὶ αὐτοκράτωρ Ῥωμαῖων)という正統なビザンツ皇帝の称号を名乗り、パレオロゴス家を単なる簒奪者一家の一つと見なし続けた。しかし21年後の1282年、ヨハネス2世メガス・コムネノス（在位: 1280年 - 1297年）
はミカエル8世の娘エウドキア・パレオロギナを娶るにあたってミカエル8世に配慮せざるを得なくなり、自身の称号を「全東方、イベリア人、ペラテイアのバシレウスにしてアウトクラトール」 (βασιλεὺς καὶ αὐτοκράτωρ πάσης Ἀνατολῆς, Ἰβήρων καὶ Περατείας)と改めた。コンスタンティノープルのパレオロゴス朝皇帝はトレビゾンド皇帝を皇帝とすら認識しておらず、「ラズ人の公」などと呼んだ。
（メガス・）コムネノス家は、かつてコンスタンティノープルでビザンツ皇帝として君臨していたのよりもはるかに長い250年以上をトレビゾンド皇帝として存続し、パレオロゴス家がコンスタンティノープルで復活させたビザンツ帝国よりも8年長く生き延びた。しかし最終的には、いずれもオスマン帝国によって攻め滅ぼされた。

## 皇帝・女帝一覧
| 肖像 | 名前                                                                                  | 在位                                                                                           | 先代などとの関係                                                   | 生没年・死因など |
| ---- | ------------------------------------------------------------------------------------- | ---------------------------------------------------------------------------------------------- | ------------------------------------------------------------------ | --- |
|      | アレクシオス1世メガス・コムネノス Ἀλέξιος Κομνηνός                                    | 1204年3/4月 – 1222年2月1日 (17年10/11か月) ダヴィド・コムネノスと共同統治 (1204年–1212年)      | ビザンツ皇帝アンドロニコス1世コムネノス (在位: 1183–1185)の孫      | 1182年ごろ – 1222年2月1日 (40歳没) 自然死                                                                                     |
|      | アンドロニコス1世ギドス Ἀνδρόνικος Κομνηνός Γίδος                                     | 1222年2月1日 – 1235年 (13年)                                                                   | アレクシオス1世の娘婿                                              | 不明 – 1235年 死因の記録なし                                                                                                  |
|      | ヨハネス1世コムネノス・アクスコス Ἰωάννης Κομνηνός Ἀξούχος                            | 1235年 – 1237/1238年 (2/3年)                                                                   | アレクシオス1世の子                                                | 不明 – 1237/1238年 馬球競技中に事故死                                                                                         |
|      | マヌエル1世メガス・コムネノス Μανουήλ Κομνηνός                                        | 1237/1238年 – 1263年3月 (25/26年)                                                              | アレクシオス1世の子                                                | 不明 – 1263年3月 自然死 |
|      | アンドロニコス2世メガス・コムネノス Ἀνδρόνικος Κομνηνός                               | 1263年3月 – 1266年 (3年)                                                                       | マヌエル1世の子                                                    | 1240/1242年直前 – 1266年 (26歳ごろ没) 死因の記録なし                                                                          |
|      | ゲオルギオス・メガス・コムネノス Γεώργιος Μέγας Κομνηνός                              | 1266年 – 1280年6月 (14年)                                                                      | マヌエル1世の子                                                    | 1253年以降 – 1284年以降 ヨハネス2世派の貴族により廃位・投獄される。その後釈放され、1284年に再度帝位を狙って失敗               |
|      | ヨハネス2世メガス・コムネノス Ἰωάννης Μέγας Κομνηνός                                  | 1280年6月 – 1297年8月16日 (17年2か月)                                                          | マヌエル1世の子                                                    | 1262/1263年ごろ – 1297年8月16日 (35歳ごろ没) 自然死                                                                           |
|      | テオドラ・メガレ・コムネネ Θεοδώρα Μεγάλη Κομνηνή                                     | 1284年秋 – 1285年 (1年未満)                                                                    | マヌエル1世の娘                                                    | 1242年-1253年 – 不明 1285年にトレビゾンドから脱出し、以降の動向は不明。グルジアへ亡命した可能性あり                           |
|      | アレクシオス2世メガス・コムネノス・パレオロゴス Ἀλέξιος Μέγας Κομνηνός Παλαιολόγος    | 1297年8月16日 – 1330年5月3日 (19年2か月と9日)                                                  | ヨハネス2世の子                                                    | 1283年後半 – 1330年3月3日 (46歳没) 腺ペストにより病死                                                                         |
|      | アンドロニコス3世メガス・コムネノス Ἀνδρόνικος Μέγας Κομνηνός                         | 1330年5月3日 – 1332年1月8日 (19年2か月と9日)                                                   | アレクシオス2世の子                                                | 不明 – 1332年1月8日 兄弟2人を殺害して登位。腺ペストにより病死                                                                 |
|      | マヌエル2世メガス・コムネノス Μανουήλ Μέγας Κομνηνός                                  | 1332年1月8日 – 1332年9月23日 (19年2か月と9日)                                                  | アンドロニコス3世の子                                              | 1323/1324年 – 1333年2月21日 (9歳ごろ没) バシレイオスに廃位され、数か月後に暗殺                                                |
|      | バシレイオス・メガス・コムネノス Βασίλειος Μέγας Κομνηνός                             | 1332年9月23日 – 1340年4月6日 (19年2か月と9日)                                                  | アレクシオス2世の子                                                | 不明 – 1340年4月6日 正妃エイレーネー・パレオロギナに毒殺された可能性あり                                                      |
|      | エイレーネー・パレオロギナ Εἰρήνη Παλαιολογίνα                                        | 1340年4月6日 – 1341年7月17日 (19年2か月と9日)                                                  | バシレイオスの皇后 ビザンツ皇帝アンドロニコス3世パレオロゴスの庶子 | 不明 アンナの支持者によって廃位され、コンスタンティノープルの実家へ送り返される。以降の動向は不明                             |
|      | アンナ・メガレ・コムネネ・アナクトル Ἀννα Μεγάλη Κομνηνή Ἀναχουτλού                   | 1341年7月17日 – 1342年8/9月 (1 year and 1/2 months)                                            | アレクシオス2世の娘                                                | 不明 – 1342年9月3日 ヨハネス3世の支持者により廃位・絞殺                                                                       |
|      | ヨハネス3世メガス・コムネノス Ἰωάννης Μέγας Κομνηνός                                  | 1342年9月4日 – 1344年5月3日 (19年2か月と9日)                                                   | ヨハネス2世の孫                                                    | 1321/1322年 – 1362年3月 (40歳ごろ没) 父ミカエルの支持者により廃位される。20年近く後に、おそらくペストにより病死               |
|      | ミカエル・メガス・コムネノス Μιχαήλ Μέγας Κομνηνός                                    | 1344年5月3日 – 1349年12月13日 (19年2か月と9日)                                                 | ヨハネス2世の子 ヨハネス3世の父                                    | 1288/1289年 – 不明 退位を強要され、修道僧となる。1351年の時点でコンスタンティノープルで亡命生活を送っており、以降の動向は不明 |
|      | アレクシオス3世メガス・コムネノス Ἀλέξιος Μέγας Κομνηνός                              | 1349年12月13日 – 1390年3月20日 (19年2か月と9日)                                                | バシレイオスの子                                                   | 1338年10月5日 – 1390年3月20日 (51歳没) 自然死                                                                                 |
|      | マヌエル3世メガス・コムネノス Μανουήλ Μέγας Κομνηνός                                  | 1390年3月20日 – 1417年3月5日 (19年2か月と9日)                                                  | アレクシオス3世の子                                                | 1364年12月16日 – 1417年3月5日 (52歳没) おそらく息子アレクシオス4世により暗殺                                                  |
|      | アレクシオス4世メガス・コムネノス Ἀλέξιος Μέγας Κομνηνός                              | 1417年3月5日 – 1429年4月26日 (19年2か月と9日)                                                  | マヌエル3世の子 1395年から共同皇帝                                 | 1379年ごろ – 1429年4月26日 (50歳ごろ没) 息子ヨハネス4世により暗殺                                                             |
|      | ヨハネス4世メガス・コムネノス Ἰωάννης Μέγας Κομνηνός                                  | 1429年4月26日 – 1460年4月 (31年) アレクサンドロス・メガス・コムネノスと共同統治 (c. 1451–1459) | アレクシオス4世の子                                                | 1403年以前 – 1460年4月 自然死                                                                                                 |
|      | アレクシオス5世メガス・コムネノス（スカンタリオス） Ἀλέξιος Σκαντάριος Μέγας Κομνηνός | 1460年4月 (極めて短期間)                                                                       | アレクサンドロスの子 アレクシオス4世の孫                           | 1454年 – 1463年11月1日 (9歳ごろ没) 叔父ダヴィドにより廃位。後にオスマン帝国によりダヴィド共々処刑                             |
|      | ダヴィド・メガス・コムネノス Δαβίδ Μέγας Κομνηνός                                     | 1460年4月 – 1461年8月15日 (1年3か月)                                                           | アレクシオス4世の子                                                | 1408年ごろ – 1463年11月1日 (55歳ごろ没) トレビゾンド征服による帝国滅亡後、エディルネに滞在。後に反逆罪で処刑                  |